# اوا هنینگ
اوا هنینگ (انگلیسی: Eva Henning؛ زادهٔ ۱۰ مهٔ ۱۹۲۰) هنرپیشه سوئدی است. از فیلم‌هایی که وی در آن نقش داشته است می‌توان به زندان و تشنگی اشاره کرد.
هنینگ متولد نیوآرک، نیویورک، در مدرسه بازیگری تئاتر سلطنتی دراماتیک (۱۹۳۸–۱۹۴۰) در سوئد آموزش دید. او بیشتر به خاطر نقش‌های اصلی‌اش در بسیاری از فیلم‌های همسرش هاسی اکمانز در دهه‌های ۱۹۴۰ و ۵۰ مشهور است.